# Ель Паїс
«El País» (від ісп. El País — країна; укр. Ель Паї́с) — найбільша за накладом щоденна газета в Іспанії. «El País» є однією з трьох основних іспанських національних газет (разом з «El Mundo» та «ABC»). Газетою «El País», офіс якої розташований у Мадриді, володіє іспанський медіаконгломерат PRISA.
Газету засновано 4 травня 1976 року. Головний редактор — Хав'єр Морено (ісп. Javier Moreno).
Головний офіс газети розташований у Мадриді. Крім того, існують регіональні представництва в Барселоні, Севільї, Валенсії, Більбао та Сантьяго-де-Компостела. «El País», зокрема, має зарубіжну версію, яка виходить і розповсюджується в Латинській Америці.

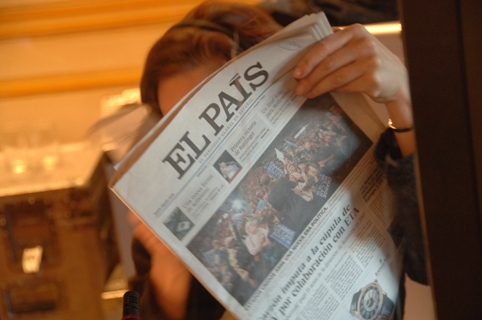
Один з випусків газети